# Vernadite
La vernadite (simbolo IMA: Vnd) è un minerale appartenente alla famiglia degli "ossidi e idrossidi" con composizione chimica (Mn,Fe,Ca,Na)(O,OH)2 • n(H2O).

## Etimologia e storia
La vernadite è stata chiamata in questo modo in onore di Vladimir Ivanovich Vernadskii (Владимир Иванович Вернадский) (1863 - 1945), professore di geochimica dell'Università di Mosca (Russia). Mineralogista e geochimico, è considerato uno dei fondatori della geochimica, della biogeochimica e della radiogeologia, oltre ad aver fondato l'Accademia Ucraina delle Scienze.

## Classificazione
La classica nona edizione della sistematica dei minerali di Strunz, aggiornata dall'Associazione Mineralogica Internazionale (IMA) fino al 2009, elenca la vernadite nella classe "4. Ossidi (idrossidi, V[5,6] vanadati, arseniti, antimoniti, bismutiti, solfiti, seleniti, telluriti, iodati)" e da lì nella sottoclasse "4.F Idrossidi (senza V od U)"; questa viene ulteriormente suddivisa in base alla struttura cristallina del minerale e alla presenza di acqua, in modo tale che la vernadite possa essere trovata nella sezione "4.FE Idrossidi con OH, senza H2O; strati di ottaedri che condividono uno spigolo" dove insieme alla feroxyhyte forma il sistema nº 4.FE.40.
Tale classificazione viene mantenuta invariata anche nell'edizione successiva, proseguita dal database "mindat.org" e chiamata Classificazione Strunz-mindat.
Nella Sistematica dei lapis (Lapis-Systematik) di Stefan Weiß la vernadite si trova nella classe degli "ossidi" e nella sottoclasse degli "ossidi con rapporto metallo:ossigeno = 1:2 (MO2 e composti correlati)" dove forma il sistema nº IV/D.10 insieme a ramsdellite, akhtenskite e nsutite.
Anche nella classificazione dei minerali secondo Dana, utilizzata principalmente nel mondo anglosassone, la vernadite è elencata nella classe degli "ossidi e idrossidi" e nella sottoclasse degli "ossidi"; qui è nella sezione degli "ossidi singoli con concentrazione di 4+ (AO2)" dove è l'unico membro del sistema nº 4.4.9

## Abito cristallino
La vernadite cristallizza nel sistema esagonale con gruppo spaziale sconosciuto; i parametri reticolari sono a = 2,85(1) Å e c = 4,7 Å. Secondo altre fonti il sistema è tetragonale con gruppo spaziale I4/m (gruppo nº 87).

## Origine e giacitura
La vernadite è un prodotto di alterazione di altri ossidi di manganese, carbonati e silicati e si forma facilmente a causa dell'azione di batteri che ossidano ferro e manganese; infatti il minerale è stata trovata sotto forma di incrostazione dei noduli di manganese o in croste e concrezioni di ferro-manganese marine e di acqua dolce, spesso in forme batteriche relitte.
La paragenesi è con criptomelano, ferridrite, manganite, pirolusite, romanèchite e todorokite.
La vernadite è un minerale non molto diffuso ed è stato trovato in diverse località sparse per il mondo, anche se non in quantità abbondanti. La sua località tipo è in Russia, nel deposito di manganese di "Kusimovskoye" (in Baschiria); sempre in Russia, il minerale è stato trovato in molti altri luoghi, come a Turinsk, nel mare di Ochotsk e Magnitogorsk, solo per citarne alcuni.
Altri siti di ritrovamento si sono verificati, sempre per fare alcuni esempi, nelle seguenti località: diversi punti dell'Oceano Pacifico, come le montagne marine di Magellano (15.62829°N 155.22457°E), nel mar del Giappone nel "Belyaevsky Rise" (41.33333°N 135°E) e nella zona di Clarion-Clipperton; nel mar Cinese Meridionale; nel mare di Barents e nel mare di Kara (nell'oceano artico). Inoltre la vernadite è stata rinvenuta anche in Austria (a Weiden bei Rechnitz); Germania ( Üdersdorf); Polonia (nel distretto di Tatra); in Romania (presso Iacobeni); in Ucraina, più precisamente in Crimea.

## Forma in cui si presenta in natura
La vernadite si presenta come foglie scarsamente cristalline, tipicamente curve e piegate per assomigliare a fibre, con dimensioni fino a qualche decina di ångström.
Il minerale possiede lucentezza resinosa, colore dal marrone cioccolato al nero, così come è marrone il suo striscio.